# Ray Linn
Raymond Sayre „Ray“ Linn (* 20. Oktober 1920 in Chicago, Illinois; † 4. November 1996 in Columbus, Ohio) war ein US-amerikanischer Jazztrompeter und Komponist.

## Leben und Wirken
Linn, dessen Vater ebenfalls Trompeter war, spielte zunächst mit lokalen Bands. 1938 wurde er Mitglied der Swingband von Tommy Dorsey, bei dem er bis 1941 blieb, um dann bei Woody Herman (1941/42) zu wirken. In späteren Jahren arbeitete er noch gelegentlich mit Herman, so 1945, 1947 und 1955–59. In den weiteren 1940er Jahren spielte er bei Jimmy Dorsey (1942–45), Benny Goodman (1943, 1947), Artie Shaw (1944–46) und 1946 bei Boyd Raeburn. 1945 zog er nach Los Angeles, wo er hauptberuflich als Studiomusiker beschäftigt war, daneben spielte er mit Jesse Price/Dexter Gordon, Billy Eckstine (1947), Nat Cole, Bob Crosby (1950/51) und erneut mit Woody Herman. Als Mitglied des Buddy-Bregman-Orchesters begleitete er Sarah Vaughan, Anita O’Day (Pick Yourself Up) und Ella Fitzgerald (1956) bei ihren Songbook-Alben für Verve; Linn ist solistisch auch auf Bregmans Jazzalbum Swingin’ Kicks zu hören. Außerdem wirkte er in dieser Zeit bei Produktionen von Shorty Rogers, Milt Bernhart, Les Brown (der Linns Komposition „Where's Prez“ einspielte), Bill Holman, Barney Kessel, Johnny Mandel, Mark Murphy (für den er „The Way It Was in LA“ schrieb) und Red Norvo (Red Plays the Blues) mit. 
In den 1960er Jahren arbeitete er im Wesentlichen für TV-Produktionen, wie The Lawrence Welk Show. In den 1980er Jahren lebte er in Wien. Unter eigenem Namen spielte Linn 1946 acht Stücke ein, darunter „West Coast Jump“/„The Mad Monk“ (Atomic); 1978 und 1980 entstanden noch zwei Alben, letzteres im Dixieland-Stil. 1981 erhielt er einen NEA-Award.
Nach Leonard Feather orientierte er sich früh an Dizzy Gillespie, wandte sich jedoch später mehr dem Mainstream Jazz und dem Dixieland zu.

## Diskografische Hinweise
- Chicago Jazz (Trend Records, 1978)
- Empty Suit Blues (Discovery Records, 1980) mit Mary Ann McCall, Eddie Miller, Dave Frishberg, Dick Berk

## Lexikalische Einträge
- Carlo Bohländer, Karl Heinz Holler: Reclams Jazzführer (= Reclams Universalbibliothek. Nr. 10185/10196). Reclam, Stuttgart 1970, ISBN 3-15-010185-9.
- Richard Cook, Brian Morton: The Penguin Guide to Jazz Recordings. 8. Auflage. Penguin, London 2006, ISBN 0-14-102327-9.
- Leonard Feather, Ira Gitler: The Biographical Encyclopedia of Jazz. Oxford University Press, New York 1999, ISBN 0-19-532000-X.